# Семюел Філліпс
Се́мюел Ко́чрен Фі́лліпс (англ. Samuel Cochran Phillips; 19 лютого 1921 — 31 січня 1990) — американський військовий діяч, генерал ВПС, директор Агентства національної безпеки США (1972—1973).

## Життєпис
Народився в Спрингервіллі (Аризона) у 1921 році, закінчив Університет Вайомінгу у 1942 році (бакалавр наук з електротехніки), у 1950-му здобув ступінь магістра в галузі електротехніки в Університеті штату Мічиган. Після закінчення Університету Вайомінгу і курсів офіцерів запасу під час Другої світової війни служив у 8-й Повітряній армії США, що базувалась у Великій Британії.
За бойові заслуги був нагороджений Хрестом льотних заслуг з дубовим листям, Повітряною медаллю з дубовим листям і французьким Воєнним хрестом.
У повоєнний період брав участь у випробуваннях ядерної зброї на атолі Еніветок під час проведення операції «Теплиця», брав участь у розробках стратегічного бомбардувальника B-52, ракет класу «повітря-повітря» AIM-4 Falcon, зенітно-ракетного комплексу CIM-10 Bomarc. У 1959—1964 роках був директором програми розробки міжконтинентальних балістичних ракет сімейства «Мінітмен».
У 1964-му, у званні генерал-майора призначений директором програми «Аполлон» НАСА. У листопаді 1965 року залучив до проекту «Аполлон» групу фахівців з North American Aviation (НАА) до розроблення командного модуля «Аполлона» і другого ступеня ракети Сатурн V — S-II з метою усунення неполадок, скорочення затримок та зменшення витрат за проектом. 19 грудня 1965 Філліпс надіслав службову записку президенту НАА Д. Етвуду зі звітом, що містив висновки та вимоги щодо зміни ситуації, копію записки Філліпс надіслав директору програми пілотованих польотів НАСА Мюллеру. Мюллер, у свою чергу, також надіслав Етвуду листи з вимогою вирішити проблеми до кінця січня 1966.
Після загибелі трьох астронавтів через пожежу на «Аполлоні-1» під час наземних випробувань 27 січня 1967 року, комісія Конгресу США з розслідування інциденту виявила звіт, що став відомим як «звіт Філліпса». Адміністратор НАСА Д. Вебб на слуханнях в Конгресі засвідчив, що не знав про існування цієї доповіді; вибір підрядником НАА викликав різку критику з боку низки конгресменів і сенаторів. Критиці була піддана і сама програма «Аполлон». Однак у зв'язку з політичною підтримкою президента Ліндона Джонсона протягом наступних вісімнадцяти місяців програму «Аполлон» було відновлено і висадка людини на Місяць була здійснена у 1969 році.
Перед запуском Аполлона-10 у травні 1969 року доктор Вернер фон Браун високо оцінив внесок Філліпса у реалізацію програми « Аполлон», відзначивши, що завдяки саме йому усі напрями проекту виконувались разом і вчасно.
Під час реалізації місії Аполлона-11 у липні 1969 року, що завершилась успішною висадкою астронавтів на Місяць, Філліпс оголосив про свій намір покинути НАСА й повернутись на службу до ВПС. Під час служби у НАСА Філліпса було підвищено у званні до генерал-лейтенанта.
У вересні 1969 року Філліпс отримав призначення до Командування систем ВПС. У серпні 1972 року Філліпс був призначений директором Агентства національної безпеки, а також начальником Центральної служби безпеки. Після цього у серпні 1973 його було призначено командувачем командної системи ВПС на авіабазі ВПС США Ендрюс (штат Меріленд). Пішов у відставку у 1975 році.
За службу в НАСА у вересні 1969 і повторно — в липні 1972 — нагороджений медаллю «За видатні заслуги у ВПС». Філліпс також був нагороджений медаллю «За видатну службу» від НАСА за його внесок у програму «Аполлон».
26 вересня 1971 року генерал Філліпс був нагороджений медаллю Ленглі від Смітсонівського інституту за заслуги в галузі авіації та освоєння космосу та за його внесок у проект «Аполлон». У квітні 1971 року він був обраний членом Національної академії наук за успішне керівництво проектами «Мінітмен» і «Аполлон».
Семюел Філліпс помер від раку у 1990 році в Палос-Вердесі (Каліфорнія).